# Aloe ortholopha
Aloe ortholopha ist eine Pflanzenart der Gattung der Aloen in der Unterfamilie der Affodillgewächse (Asphodeloideae). Das Artepitheton ortholopha leitet sich von den griechischen Worten orthos für ‚aufrecht‘ sowie lophos für ‚Kamm‘ ab und verweist auf die einseitswendigen Blüten der Art.

## Beschreibung

### Vegetative Merkmale
Aloe ortholopha wächst stammlos und einfach. Die 30 und mehr lanzettlichen Laubblätter bilden eine dichte Rosette. Die trüb graugrünlich, rosafarben überlaufene Blattspreite ist bis zu 50 Zentimeter lang und 12 bis 14 Zentimeter breit. Die stechenden Zähne am rosarötlichen bis rötlich braunen Blattrand sind bis zu 4 Millimeter lang und stehen 4 bis 20 Millimeter voneinander entfernt.

### Blütenstände und Blüten
Der Blütenstand weist zwei bis drei (selten bis fünf) Zweige auf und erreicht eine Länge von 80 bis 90 Zentimeter. Die sehr dichten, fast horizontalen Trauben sind 30 Zentimeter lang und bestehen aus einseitswendigen Blüten. Die lanzettlich verschmälerten Brakteen weisen eine Länge von 10 bis 15 Millimeter auf und sind 5 Millimeter breit. Die bauchigen, orangeroten bis blutroten Blüten stehen an etwa 8 Millimeter langen Blütenstielen. Sie sind 40 Millimeter lang und an ihrer Basis gerundet. Auf Höhe des Fruchtknotens weisen die Blüten einen Durchmesser von 6 bis 7 Millimeter auf. Darüber sind sie in der Mitte auf 10 bis 11 Millimeter erweitert und schließlich zur Mündung auf 6 bis 7 Millimeter verengt. Ihre äußeren Perigonblätter sind auf einer Länge von 30 Millimetern nicht miteinander verwachsen. Die Staubblätter und der Griffel ragen 12 bis 16 Millimeter aus der Blüte heraus.

## Systematik und Verbreitung
Aloe ortholopha ist in Simbabwe auf Serpentinböden im Grasland auf Felshängen in Höhen von 1430 bis 1525 Metern verbreitet.
Die Erstbeschreibung durch Hugh Basil Christian und Edgar Wolston Bertram Handsley Milne-Redhead wurde 1933 veröffentlicht.

## Nachweise